# طرخشقون مكسيكي
طرخشقون مكسيكي (الاسم العلمي:Taraxacum mexicanum) هو نوع من النباتات يتبع جنس الطرخشقون من الفصيلة النجمية.